# Тенсон Зоку
Тенсон Зоку (天孫族) - це загальний термін для давніх людей, які заснували Яматське царство, про яке йдеться у "Кодзікі" та "Ніхон Сьокі", і яке розповідається в японській міфології. "Шінсен Шодзіроку" визначає "Тенсон" як нащадків Аменохоакарі. В ньому згадується, що Імператорська сім'я, Рід Мононобе та давнє плем'я Хаято походять від племені Тенсон. Плем'я Тенсон зійшло з Такамагахари, щоб завоювати Асіхара но Накацукуні (дослівно, Центральну Землю Тростинних Рівнин) у регіоні Кюсю. Під керівництвом імператора Дзімму вони просувалися на схід через регіон Тюґоку до Регіону Кінкі. Завоювавши правлячі родини на заході Японії, вони заснували Яматську династію (Вакоку), якою керував Великий Король Ямато (імператор). Династія розширила свою владу на регіони Чубу та Канто та розвинулася в Японію, яку ми знаємо сьогодні.

## Генеалогія
Генеалогія клану Амабе (яп. 海部氏系図, Amabe-shi Keizu)  — відомий документ, який зберігається в храмі Коно. Це з раннього періоду Хейан, вважається найстарішим генеалогічним деревом у Японії. Клан стверджує, що походить від Аменохоакарі і служив у куні но міяцуко (губернатор провінції) Провінції Тамба; раніше вона поділялася на Тамбу і Танго. Документ фіксує 82 покоління походження від Аменохоакарі. У 1972 році він був визнаний національним надбанням.
У Шінсен Шодзіроку, нащадки Амацухіконе, Аменохохі та Аманомічіне разом із нащадками Аменохоакарі згадуються як Тенсон Зоку (天孫族). Тенсон Зоку походить від Такамаґахара (Рівнина Високого Неба) до Оварі і Провінції Тамба; вони вважаються предками Роду Оварі, Роду Цуморі, Роду Амабе і Роду Тамба.
Однак очевидно, що Генеалогія клану Амабе (яп. 海部氏系図, Amabe-shi Keizu), яка записує ці чотири клани як нащадків Аменохоакарі, є підробленим документом, і що ці клани насправді походять від морського бога Вататсумі. Крім того, генеалогія клану Оварі включає правнука Вататсумі, Такакураджі, як їхнього предка, і це вважається оригінальною генеалогією.
Перелік нащадків від Вататсумі до Такакураджі є чіткою патернальною лінією, яка включає Вататсумі, потім Фурутаму далі Аманосакітаму, і нарешті, Такакураджі.